# Utah Symphony

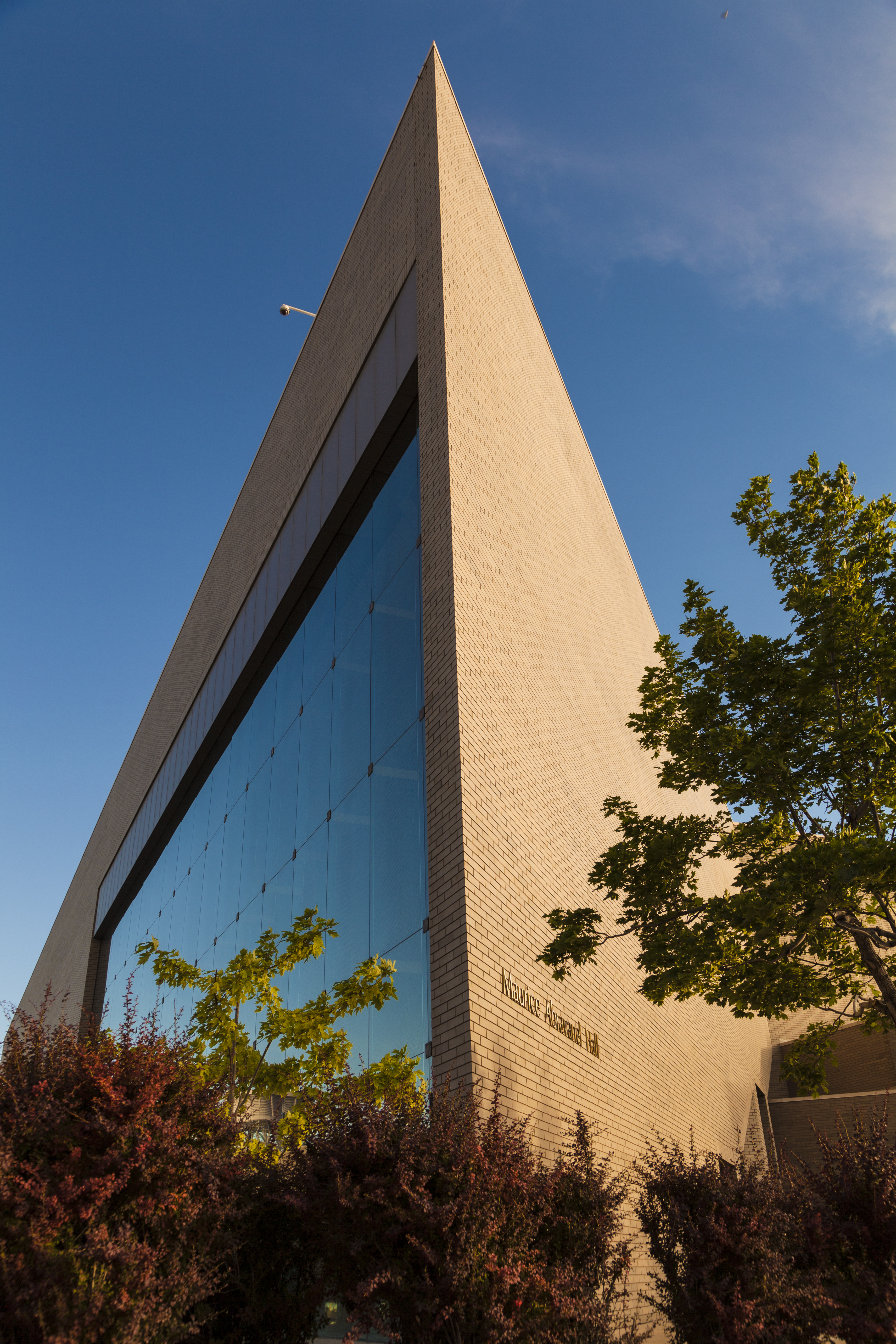
Abravanel Hall, sede della Utah Symphony

La Utah Symphony è un'orchestra americana con sede a Salt Lake City, nello Utah. La sede principale dell'orchestra è l'Abravanel Hall. Oltre ai concerti in abbonamento di Salt Lake City, l'orchestra fa tournée per l'Intermountain West e serve le comunità in tutto lo Utah. L'orchestra accompagna la Utah Opera in quattro produzioni all'anno al Capitol Theatre di Salt Lake. Inoltre la Utah Symphony e la Utah Opera hanno una residenza estiva al Deer Valley Music Festival, situato a Park City, nello Utah. L'orchestra riceve finanziamenti dalla Utah State Legislature per concerti educativi. Ha una divisione nella Utah Valley che ha sede presso il Noorda Center for the Performing Arts presso la Utah Valley University a Orem, Utah. 

## Storia
Il primo tentativo di creare un'orchestra sinfonica nell'area dello Utah avvenne nel 1892, quattro anni prima che lo Utah diventasse uno stato. La Salt Lake Symphony fu creata e presentò solo un concerto prima di sciogliersi. Nel 1902 si formò la Salt Lake Symphony Orchestra, che rimase in vita fino al 1911. Nel 1913 si formò la Filarmonica di Salt Lake, che continuò fino al 1925.
Durante la Grande Depressione il Federal Music Project (un programma di assistenza all'occupazione che faceva parte del Federal Project Number One, un ramo della Works Project Administration) assunse Reginald Beales per creare un gruppo musicale nello Utah. Formò la Utah State Sinfonietta con un nucleo di 5 membri. Quel gruppo crebbe rapidamente e fece molte tournée, presentando concerti in tutto lo Utah.
Nel 1940 i finanziamenti federali per i progetti artistici erano cessati, così gli appassionati locali formarono la Utah State Symphony Orchestra il 4 aprile 1940, con Fred E. Smith come presidente. Programmarono il loro primo concerto per l'8 maggio 1940 e chiesero ad Hans Henriot di dirigerlo. Il concerto risultante ebbe un tale successo che il gruppo offrì a Henriot un contratto per dirigere l'orchestra. Questo gruppo crebbe fino a 52 musicisti part-time.
Nel 1947 Maurice Abravanel divenne il direttore musicale dell'orchestra. Trasformò il gruppo in un'orchestra a tempo pieno e sviluppò la sua fama a livello nazionale. Fece registrazioni e una vasta tournée con l'orchestra. Sotto Abravanel l'orchestra registrò, prima con la Vanguard Records e poi con la Vox Records, cicli sinfonici completi di Mahler e di Ciajkovskij, nonché opere di Varese, Milhaud, Gottschalk, Honegger e Satie. Le registrazioni della Utah Symphony delle sinfonie di Mahler con Abravanel furono il primo ciclo completo registrato da un'orchestra americana (Vanguard). Tra le onorificenze per le registrazioni Mahler di Abravanel con l'orchestra vi sono la "Mahler Medal of Honor" della Bruckner Society of America (1965) e il premio International Gustav Mahler Society per "Best Mahler Recording" (Quinta Sinfonia, 1975). Durante l'incarico ad Abravanel, il programma di educazione musicale dell'Orchestra divenne uno dei programmi di educazione artistica più estesi della regione. Furono tenuti concerti educativi durante le tournée dell'orchestra attraverso l'Intermountain West e in sede, nella Valle del Lago Salato. Abravanel concluse il suo incarico di direttore musicale nel 1979. Nello stesso anno l'orchestra lasciò la sua sede di vecchia data al Tabernacolo Mormone e si trasferì nella Symphony Hall (ribattezzata Abravanel Hall nel 1993), la sua prima sede dedicata ai concerti.
La stagione dell'Orchestra è sempre cresciuta fino a un programma per tutto l'anno entro il 1980. Tra i successori di Abravanel ci sono stati Varujan Kojian (1980–1983), Joseph Silverstein (1983–1998) e Keith Lockhart (1998–2009). Sotto Silverstein e Lockhart l'orchestra ha continuato il suo impegno per la musica americana contemporanea. Nel luglio 2002 i consigli di amministrazione della Utah Symphony e Utah Opera hanno deciso di consolidare entrambe le organizzazioni, dando vita alla formazione della Utah Symphony | Utah Opera. Al momento della fusione, era una delle uniche due compagnie di sinfonia e opera degli Stati Uniti.  
Nel settembre 2009 Thierry Fischer è diventato il direttore musicale dell'orchestra. Tra le opere contemporanee commissionate dall'orchestra durante il mandato di Fischer figurano EOS (Goddess of the Dawn) di Augusta Read Thomas e il concerto di percussioni Switch di Andrew Norman. Fischer è attualmente sotto contratto con la Utah Symphony fino alla stagione 2021-2022. Nel maggio 2019 l'orchestra ha annunciato che Fischer concluderà il suo incarico come direttore musicale alla fine del suo attuale contratto, alla fine della stagione 2021-2022.
Nel gennaio 2009 l'orchestra ha chiamato Gerald Steichen come suo direttore d'orchestra principale pop. L'attuale assistente direttore d'orchestra è Conner Gray Covington, nominato a settembre 2017.

## Direttori d'orchestra
- Hans Henriot (1940–1945)
- Werner Janssen (1946–1947)
- Maurice Abravanel (1947–1979)
- Varujan Kojian (1980–1983)
- Joseph Silverstein (1983–1998)
- Keith Lockhart (1998–2009)
- Thierry Fischer (2009–present)